# Dušan Popov
Dušan »Duško« Popov (srbsko Душан Попов; kodno ime Tricycle), srbski poslovnež in vohun, * 1912, Titel, Srbija, † 1981, Opio, Francija.
Popov se je rodil v bogati družini in je bil na začetku vojne pravnik. Imel je velik odpor do nacizma, zato se je leta 1940 na pobudo prijatelja infiltriral v nemško vojaško obveščevalno službo Abwehr. Ta ga je z veseljem sprejela v svoje vrste saj je cenila njegove poslovne povezave z Francijo in Veliko Britanijo. Popov je Nemcem večino vojne zagotavljal zavajajoče in netočne informacije.
Prevare pri katerih je sodeloval so vključevale operacijo Fortitude, s katero so želeli zavezniki nemške vojaške načrtovalce prepričati, da bo invazija na Evropo potekala v Calaisu in ne v Normandiji. S tem so preusmerili sto tisoče nemških vojakov in povečala verjetnost, da bo operacija Overlord uspela. Znan je bil tudi po tem, da je ZDA posredoval podatke o možnem japonskem napadu na Pearl Harbor vendar jih te niso jemali resno Popova pa celo izgnali.
Popov je bil znan po svojem razuzdanem življenjskem slogu in je med misijami pogosto zapeljeval ženske, med njimi je bila tudi francoska igralka Simone Simon. Poleg MI6 in Abwehru je poročal tudi jugoslovanski obveščevalni službi, ki mu je dodelila kodno ime Duško. Nemci so mu dodelili kodno ime Ivan, britanska MI5 pa ga je imenovala tricikel, ker je bil vodja skupine treh dvojnih agentov.
Leta 1974 je objavil avtobiografijo z naslovom Špijun/protitera, v kateri je pripovedoval o svojih vojnih podvigih. Popov velja za enega glavnih navdihov Iana Fleminga pri oblikovanju lika Jamesa Bonda. Bil je predmet številnih knjig in dokumentarcev.

## Zgodnje življenje
Dušan Popov se je rodil srbski  družini v Titelu v takratni Avstro-Ogrski 10. julija 1912. Njegova starša sta bila Milorad in Zora Popov. Imel je starejšega brata po imenu Ivan ("Ivo") in mlajšega brata po imenu Vladan. Družina je bila nadvse bogata in je svoje bogastvo podedovala po Popovemu dedu Omerju, bogatemu bankirju in industrijalcu, ki je ustanovil številne tovarne, rudnike in maloprodajo. Izvirali so iz vasi Karlovo (danes Novo Miloševo ).
Zapisi iz leta 1773 jih opisujejo kot tamkajšnjo najbogatejšo družino. Popov oče je družinske poslovne interese razširil na nepremičninske posle. Ko je bil Popov dojenček, je družina zapustila Titel in se preselila v svojo poletno rezidenco v Dubrovniku, ki je bil večji del leta njihov dom. Dvorec so imeli tudi v Beogradu, kjer je družina preživeli zimske mesece.
Popovo otroštvo je sovpadlo z vrsto političnih sprememb na Balkanu. Novembra 1918 je Avstro-Ogrska razpadla na številne majhne države, med katerimi je bila tudi Kraljevina Srbov, Hrvatov in Slovencev (leta 1929 preimenovana v Jugoslavijo). Novoustanovljeno državo, ki so jo vodili Srbi so pretresale politične borbe med različnimi konstitutivnimi etničnimi skupinami, zlasti Srbi in Hrvati, pa tudi Madžari in Nemci. Mladi Popov je z družino užival v razkošnem življenjskem slogu in bil daleč od političnih pretresov v državi. Družina se je lahko pohvalila s precejšnjo zbirko vil in jaht, na njihovih potovanjih pa so jih spremljali celo služabniki. Duško in njegova brata so večino svojih mladostniških in otroških let preživeli vzdolž jadranske obale in bili navdušeni športniki in naravoslovci.
Oče Popova je sinovom zgradil vilo ob morju, kjer so lahko zabavali svoje prijatelje in prirejali drage zabave. Vztrajal je tudi, da se dobro izobraženi. Poleg materne srbščine je Popov v najstniških letih tekoče govoril italijansko, nemško in francosko. Med 12. in 16. letom je obiskoval licej v Parizu.
Leta 1929 je oče Popova vpisal v Ewell Castle, prestižno šolo v Surreyu. Popov tam ni zdržal dolgo po samo štirih mesecih so ga po prepiru z učiteljem izgnali. Prvi ukor si je prislužil ko so ga dobili, da je kadil cigareto. Drugi ukor pa potem ko je Popov zamudil pripor, da bi se izognil telesnemu kaznovanju je Popov prijel učiteljevo palico in jo pred sošolci prelomil na dvoje. Popova je oče nato vpisal v srednjo šolo Lycée Hoche v Versaillesu, ki jo je obiskoval naslednji dve leti.

## Študentski aktivizem
Popov se je pri 18 letih vpisal na beograjsko univerzo in začel študirati pravo. V naslednjih štirih letih je postal znan obraz v beograjskih kavarnah in nočnih klubih kjer je slovel tudi kot ženskar.  "Ženske ... se mu niso morale upreti," piše kolumnist Timesa Ben Macintyre, "s svojo lahkotno maniro, sproščenostjo, čutnimi usti ... in zelenimi ... očmi."  Leta 1934 se je Popov vpisal na univerzo v Freiburgu, da bi si zagotovil doktorat iz prava. Nemčija je šele pred kratkim prišla pod oblast Adolfa Hitlerja in nacistične stranke, takrat se je Popov malo oziral na politiko. Za študij v Freiburgu se je odločil, ker je bil sorazmerno blizu njegove domovine in je želel izboljšati svoje znanje nemškega jezika. Takrat so se v Nemčiji začeli prvi požigi knjig, ustanovljena so bila prva koncentracijska taborišča in začelo se je sistematično preganjanje Judov 
Popov je začel študirati na univerzi v Freiburgu jeseni 1935, v naslednjih mesecih pa je začel izkazovati večje zanimanje za politiko in bolj energično izražati svoja politična mnenja. Približno ob istem času se je spoprijateljil s študentom Johnnyjem Jebsenom, sinom nemškega ladijskega magnata. Zbližala sta se predvsem zaradi živahnega življenjskega sloga in skupnega zanimanja za športna vozila. V letih 1936–37 je Popov začel sodelovati v razpravah v klubu Ausländer, ki so bili vsak drugi petek zvečer. Bil je razočaran, ker so bili mnogi tuji študentje navdušeni nad pro-nacističnimi argumenti, ki so jih tam zagovarjali. Popov je odkril, da so bili nemški razpravljavci izbrani člani stranke, ki so predhodno izbrali temo vsake razprave in energično vadili nacistične pogovore. Jebsena, takratnega predsednika kluba, je prepričal naj ga vnaprej obvesti o debatnih temah te pa je nato posredoval britanskim in ameriškim debaterjem. Popov je v klubu imel dva govora in se zavzel za demokracijo. Napisal je tudi več člankov za beograjski dnevnik Politika, v katerih se je posmehoval nacistom. "Duško je zaničeval nacizem," piše biograf Larry Loftis, "in ker ni bil Nemec, je menil, da ni nič dolžan Hitlerju ali nemški državi."
Poleti 1937 je Popov zaključil doktorsko nalogo in se odločil, da bo praznoval tako, da se bo odpravil na potovanje v Pariz. Preden je lahko odšel ga je prijel gestapo in mu je očital, da je komunist. Tajni agenti so ga dalj časa zasledovali in zasliševali njegove znance. Zaprli so ga v zapor v Freiburgu kjer je bil zaprt brez formalnih sodnih postopkov. Ko je Jebsen prejel novico o aretaciji svojega prijatelja, je poklical Popovega očeta in ga obvestil o tem kaj se je zgodilo. Oče Popova je stopil v stik z jugoslovanskim premierjem Milanom Stojadinovićem, ki se je pritožil Hermannu Göringu, po osmih dneh ujetništva je bil Popov izpuščen. Naročeno mu je bilo, da mora v 24 urah zapusti Nemčijo in se po prevzemu svojih stvari vkrcati na vlak za Švico. Ko je prišel v Basel ga je na železniški postaji čakal Jebsen. Jebsen je Popova obvestil o vlogi, ki jo je imel pri njegovi izpustitvi. Popov je izrazil hvaležnost in dejal Jebsenu, da mu je vedno pripravljen pomagati.

## Druga svetovna vojna

### Začetki
Po vrnitvi v Dubrovnik jeseni 1937 se je Popov začel ukvarjati z odvetništvom. Februarja 1940 je od Jebsena prejel sporočilo, v katerem ga je prosil, naj se dobita v hotelu Srbski Kralj v Beogradu. Popov je bil šokiran, ko je ugotovil, da je Jebsen postal živčna razvalina veliko pil in kadil. Popovu je povedal, da se je po diplomi iz Freiburga pridružil družinski ladjarski dejavnosti in pojasnil, da potrebuje jugoslovansko ladjarsko dovoljenje, da bi se izognil zavezniški pomorski blokadi v Trstu. Popov se je strinjal, da bo pomagal Jebsenu in slednji je odpotoval nazaj v Berlin po zahtevano dokumentacijo. Dva tedna kasneje se je Jebsen vrnil v Beograd in obvestil Popova, da se je pridružil Abwehru, nemški vojaški obveščevalni službi kot Forscher (raziskovalec).
Jebsenova službena potovanja po Evropi bi ostala neovirana, če bi predložil poročila s podrobnimi informacijami, ki jih je prejel od svojih poslovnih stikov. Popovu je povedal, da se je pridružil Abwehru, da ne bi bil vpoklican v Wehrmacht (nemško vojsko). Jebsen je dejal, da služenje vojaškega roka ne pride v poštev, ker je trpel zaradi krčnih žil. Novica je Popova presenetila, saj je njegov prijatelj že prej izražal protinacistična stališča.
Popov je o tem obvestil Clementa Hopea, uradnika za nadzor potnih listov v britanski delegaciji v Jugoslaviji. Hope je Popova vpisal kot dvojnega agenta s kodnim imenom Scoot (kasneje je bil bolj znan kot tricikel) in mu svetoval naj sodeluje z Jebsenom. Ko je bil Popov sprejet kot dvojni agent se je preselil v London. Njegove mednarodne poslovne dejavnosti v uvozno-izvoznem poslu so omogočile obisk nevtralne Portugalske; njeno glavno mesto Lizbona je bila večina vojne povezana z Združenim kraljestvom preko zraka. Popov je redno poročal svojim vodjem Abwehra na Portugalskem. Posredoval jim je dovolj informacij, odobrenih iz strani MI6, da so bili Nemci zadovoljeni z njimi ter da ni razkril svoje dvojne vloge. Za svoje delo je bil zelo dobro plačan, naloge, ki so mu jih zaupali, so bile za Britance zelo dragocene pri ocenjevanju sovražnikovih načrtov in razmišljanju.
Zelo je bil dejaven pri prepričevanju Nemcev, da bo do invazije v Evropi prišlo v Calaisu in ne v Normandiji. Da so Nemci nasedli prevari je potrdila MI6 z dekodiranjem nemških tajnih sporočil. Popov je bil znan po svojem playboy življenjskem slogu, medtem ko je za Britance opravljal nevarne vojne misije.

### Zadeva Pearl Harbor
Leta 1941 je Popov med misijami večkrat potoval na Portugalsko. Januarja in marca 1941 je bival v Estorilu v hotelu Palácio, tam je bil tudi med 29. junijem in 10. avgustom 1941. Med svojim bivanjem je spoznal Iana Fleminga, ki je takrat delal za britansko kraljevo mornarico. Oba sta si delila misijo v igralnici Casino Estoril, velika verjetnost je da je bil Popov navdih za lik Jamesa Bonda v Flemingovih romanih.
Po zadnjem bivanju ga je Abwehr poslal v ZDA, da bi ustanovil novo nemško obveščevalno mrežo. Dobil je dovolj sredstev in obveščevalni vprašalnik (seznam obveščevalnih tarč, pozneje objavljen kot dodatek k knjigi JC Masterman The Double Cross System ). Vprašalnik je bil napisan na treh straneh pri čemer je bila celotna stran namenjena zelo podrobnim vprašanjem o obrambi ZDA v Pearl Harborju na havajskem otoku Oahu. Vzpostavil je stik s FBI in razložil, kaj so ga prosili.
Med televizijskim intervjujem je Duško Popov pripovedoval, da je 12. avgusta 1941 FBI obvestil o bližajočem se napadu na Pearl Harbor. Ali šef FBI J. Edgar Hoover tega dejstva ni sporočil svojim nadrejenim ali pa ti zaradi svojih razlogov niso ukrepali še danes ni pojasnjeno.
Hoover Popovu ni zaupal, ker je bil dvojni agent, čeprav je MI6 FBI v New Yorku obvestil da bo prišel. Popov sam je dejal, da je bil Hoover do njega precej sumnjicav in nezaupljiv in je po besedah avtorja Williama "Molea" Wooda, ko je Hoover odkril, da je Popov pripeljal žensko iz zvezne države New York na Florido, zagrozil, da ga bodo aretirali po Mannovem zakonu (trgovina z belim blagom), če ne bo nemudoma zapusti ZDA.

### Operacija Fortitude
Leta 1944 je Popov postal ključni del operacije zavajanja s kodnim imenom Fortitude. V času operacije je bival na Portugalskem. V Estorilu se je ponovno nastanil v hotelu Palácio, med 31. marcem in 12. aprilom 1944. Ko je gestapo v Lizboni aretiral Jebsena so se Britanci bali, da je ogrožen tudi Popov in so mu zato nehali dajati ključne informacije. Kasneje je bilo ugotovljeno, da je Abwehr na Popova še vedno gledal kot na ključno osebnost zato so ga Britanci vrnili v uporabo. Jebsenova smrt je močno vplivala na Popova.

## Kasnejše življenje
Leta 1972 je John Cecil Masterman objavil knjigo The Double Cross System in the War of 1939 to 1945, intimno poročilo o britanski vojaški prevari. Pred objavo Popov ni nameraval razkriti svojih vojnih dejavnosti, saj je verjel, da mu MI6 tega ne bi dovolila. Mastermanova knjiga je Popova prepričala, da je čas, da svoje podvige javno objavi. Popov je leta 1974 objavil avtobiografijo z naslovom Spy / Counterspy , " opis njegovih dogodivščin, ki se bere kot roman Jamesa Bonda" Miller opisuje kot " v osnovi natančen, ter občasno okrašen ". Nekateri dogodki opisani v knjigi so bili bodisi povsem izmišljeni, na primer dvoboj ki naj bi ga Popov imel z nemškim agentom, pretiran zaradi dramatičnega učinka ali pa jih ne bi bilo mogoče utemeljiti z obveščevalnimi evidencami. Popova žena in otroci očitno niso bili seznanjeni z njegovo preteklostjo.
Pretirano kajenje in uživanje alkoholnih pijač sta do začetka osemdesetih let močno poslabšali Popovo zdravstveno stanje. Umrl je v Opio 10. avgusta 1981, star 69 let. Njegova družina je sporočila, da je njegova smrt prišla po dolgi bolezni. Leto pred njim je umrl brat Ivo. Kmalu po Popovi smrti je MI6 umaknil stopnjo zaupnosti iz dokumentov, ki so se med vojno nanašali na zbiranje obveščevalnih podatkov in dezinformiranje sovražnika, s čimer se je dalo preveriti številne njegove trditve.
Popov je bil predmet enournega televizijskega dokumentarca v produkciji Starz Inc. in Cinenove z naslovom True Bond, ki je bil predvajan junija 2007. Dva druga dokumentarna filma, ki pripovedujeta o Popovih podvigih sta The Real Life James Bond: Duško Popov in Double Agent Duško Popov. Popov je bil tudi predmet več biografij, zlasti Millerjevega Codename Tricycle (2004) (2004) in Loftisovega Into the Lion's Mouth (2016).